# Foc (pel·lícula)
Foc (títol original en castellà, Fuego) és una pel·lícula de thriller espanyola del 2014 dirigida per Luis Marías i protagonitzada per José Coronado, Aida Folch i Leyre Berrocal. El 2018 es va doblar al català per a TV3.

## Sinopsi
11 anys després de sobreviure a un atemptat amb cotxe bomba d'ETA que va matar la seva dona i va deixar mutilada la seva filla Alba, de 10 anys, l'expolicia Carlos (ara viu a Barcelona i treballa al sector de la seguretat) només pensa en la venjança.

## Repartiment
- José Coronado com a Carlos[3]
- Aida Folch com a Alba[3]
- Leyre Berrocal com a Ohiana[3]
- Montse Mostaza com a Marina[3]
- Gorka Zufiaurre com a Aritz[3]
- Jaime Adalid com a Mariusz[3]

## Producció
La pel·lícula és una producció de Tornasol Films, Historias del Tío Luis i Fausto Producciones, i va comptar amb la col·laboració de TVC i EiTB, i el suport de l'ICAA, el Govern Basc i l'Ajuntament de Bilbao. Va ser rodat en castellà, català i basc. Els llocs de rodatge van incloure Barcelona, Bilbao, Lekeitio, Bermeo, Gatika i Gorliz.

## Estrena
La pel·lícula es va presentar al 52è Festival Internacional de Cinema de Gijón el 22 de novembre de 2014. Distribuïda per Syldavia Cinema, es va estrenar als cinemes el 28 de novembre de 2014.